# Kaneohe
Kaneohe is een plaats (census-designated place) in de Amerikaanse staat Hawaï, en valt bestuurlijk gezien onder Honolulu County. In Kaneohe bevindt zich de Ho'omaluhia Botanical Garden.

## Demografie
Bij de volkstelling in 2000 werd het aantal inwoners vastgesteld op 34.970.

## Geografie
Volgens het United States Census Bureau beslaat de plaats een oppervlakte van
22,0 km², waarvan 17,0 km² land en 5,0 km² water. Kaneohe ligt op ongeveer 0 m boven zeeniveau.

## Plaatsen in de nabije omgeving
De onderstaande figuur toont nabijgelegen plaatsen in een straal van 8 km rond Kaneohe.